# Hriszto Mladenov
Hriszto Sztefanov Mladenov (bolgár cirill betűkkel: Хpиcтo Cтeфaнoв Mлaдeнoв; 1928. január 7. – 1996. augusztus 24.) bolgár labdarúgóedző.

## Sikerei, díjai
Levszki Szofija
- Bolgár bajnok (2): 1963–64, 1980–81

Szlavija Szofija
- Bolgár kupa (1): 1979–80

Farense
- Portugál másodosztályú bajnok (1): 1982–83

Belenenses
- Portugál kupa (1): 1988–89
- Portugál szuperkupa (1): 1989